# Kahê
Pour les articles homonymes, voir Carlos Eduardo et Eduardo.
Carlos Eduardo de Souza Floresta ou Kahê, né le 28 août 1982 à São Paulo, est un footballeur brésilien évoluant au poste d'avant-centre.